# Hofstaðafjall
Hofstaðafjall är ett berg i republiken Island. Det ligger i regionen Norðurland vestra, 210 km nordost om huvudstaden Reykjavík. Toppen på Hofstaðafjall är 998 meter över havet.
Trakten runt Hofstaðafjall är nära nog obefolkad, med mindre än två invånare per kvadratkilometer. Närmaste större samhälle är Sauðárkrókur, omkring 19 kilometer nordväst om Hofstaðafjall. Trakten runt Hofstaðafjall består i huvudsak av gräsmarker.